# 納富教雄
納富 教雄（安政5年6月11日（1858年7月21日）- 昭和9年（1934年）2月）は、日本の剣術家。流派は戸田流。称号は大日本武徳会剣道範士。

## 経歴
肥前国小城郡西川（現在の佐賀県小城市）に生まれる。納富家は小城藩の武術師範の家系で、代々五郎太夫を名乗った。教雄が明治30年（1897年）7月に建碑した石碑によれば、五郎太夫（父と祖父のどちらを指しているか不明）は「真之乱流組打・真之乱流棒縄術・戸田流剣術・真之乱流二刀・根岸流長刀」9代師範とある。納富家の道場での他流試合や道場での修行中に無念にも亡くなった人々を葬ったという「鬼塚」が現在も残る。
「鬼塚」は、納富道場へ来訪した諸国を廻る武者修行の剣士や道場破り、他流試合などの中で亡くなった人々のみを葬ったと言われているが、道場の稽古中に無念ながら亡くなった身寄りの無い門下生や、諸国巡礼中に病気や怪我により亡くなった方々を弔うための塚である。
教雄は幼き頃より武道の興隆に志し、父から家法の武道の奥妙を究め、明治10年（1877年）先業を継ぎ、自邸に道場を開く。明治18年（1885年）佐賀県巡査に任官し、佐賀県警察部や師範学校、中学校等で剣道の指導に当たったことや、佐賀武徳殿（佐賀県警察本部体育館の前身）の建設で知られる。子息の納富五雄も剣道範士に進んだ。

## 称号
- 明治41年（1908年）、大日本武徳会剣道教士
- 大正10年（1920年）、大日本武徳会剣道範士